# Newbridge
Newbridge (in inglese) o Droichead Nua (in irlandese) è una cittadina nella contea di Kildare, in Irlanda.